# Мария Миху
Мария Константину Миху (на гръцки: Μαρία Κωνσταντίνου Μίχου) е гръцки политик от Общогръцкото социалистическо движение (ПАСОК), депутат в Гръцкия парламент (2009 – 2012).

## Биография
Родена е на 27 юни 1962 година в катеринското село Мосхопотамос (Дрянища). Завършва икономика в Икономическия факултет на Университета на Македония. Член е на Асоциацията на икономистите на Пиерия, на културната асоциация „Дрянища“ и Института за стратегическо развитие на Пиерия. В 2009 година е трудно е избрана за депутат от ПАСОК от избирателен район Пиерия.